# Sjokz
Э́фьё Депо́ртере (нидерл. Eefje Depoortere; род. 16 июля 1987, Брюгге, Бельгия), более известная под своим никнеймом Sjokz, — бельгийская телеведущая, журналистка, киберспортсменка и участница конкурсов красоты, в данный момент работающая ведущей европейского чемпионата по League of Legends. Проживает в Германии.

## Карьера
Депортере была профессиональным игроком в Unreal Tournament. Она принимала участие в нескольких чемпионатах и выиграла несколько ClanBase EuroCup в составе бельгийской сборной. Ник «Sjokz» является фламандским произношением слова «shocks», и отсылает к используемому ей оружию в Unreal Tournament — Shock Rifle.
Депортере начала работать в качестве журналиста-фрилансера, занимаясь написанием киберспортивных статей для SK Gaming и ESFi World. Она получила степень магистра по истории и журналистике, а также высшее педагогическое образование в Гентском университете.
В 2009 году Депортере выиграла конкурс красоты 2009 Aardbeienprinses van Beerveldet и заняла третье место на конкурсе красоты 2011 Miss Style Belgium.
Благодаря YouTube-шоу «Whose League is it Anyway?», которое вёл киберспортивный журналист Трэвис Джеффорд, Депортере стала известной в сообществе, благодаря чему смогла получить работу ведущей на европейском чемпионате по League of Legends. Депортере также известна по шоу «Summoner Recap», которое велось на YouTube-канале SK Gaming и было одним из первых шоу по League of Legends. В 2013 году Депортере была ведущей финала чемпионата мира по League of Legends в Стейплс-центре в Лос-Анджелесе. Она также проводила чемпионат мира 2015 года в Европе и была ведущей на PGL Major Antwerp 2022 по Counter-Strike: Global Offensive. Она получила награду в номинации «Лучший киберспортивный ведущий» на церемонии The Game Awards в 2018, 2019 и 2020 годах, а также была номинирована на награду «любимый киберспортивный ведущий» на церемонии 2018 Gamers’ Choice Awards.